# Bijdorp (Schiedam)
De wijk Bijdorp is een woonbuurt van de wijk Kethel in het noorden van Schiedam. De wijk wordt begrensd door de A20 in het noorden, de metrolijn Hoekse Lijn tussen Schiedam en Hoek van Holland in het zuiden-oosten en de Poldervaart in het westen.
De wijk is gebouwd tussen 1922 en 1924 en maakte deel uit van de vroegere gemeente Kethel en Spaland. Sinds 1941 maakt Bijdorp deel uit van Schiedam. Het wijkje bestaat uit vier zijstraten van de Schiedamseweg. Aan de oostkant van de wijk ligt het Sportpark Bijdorp en aan de westkant ligt de Margriethal, de bekendste sporthal van Schiedam. Aan de zuidkant is in 1976 de MTS gebouwd, tegenwoordig bekend als het Albeda College. 
Bijdorp ligt op loopafstand van metrostation Schiedam Nieuwland, waar ook de tramlijnen 1 en 11 en buslijn 51 stoppen.
Stad: Schiedam    Buurtschappen: Kerkbuurt · Windas

Wijken: Bijdorp · 's-Gravelandsepolder · Groenoord · Kethel · Nieuw-Mathenesse · Nieuwland · Schiedam-Oost · Schiedam-West · Schiedam-Zuid · Spaanse Polder · Spaland · Stadscentrum · Woudhoek

Zuid-Holland: Steden en dorpen    Nederland: Provincies · Gemeenten